# Maria Aurora di Sassonia
Maria Aurora di Sassonia (Parigi, 20 settembre 1748 – Nohant-Vic, 26 dicembre 1821) era la figlia illegittima di Maurizio di Sassonia.

## Biografia

### Origini
Claude-Louis Rinteau, commerciante di limonate, e sua moglie, Marie-Anne Dupuy, erano i genitori di due figlie, Marie e Geneviève. Desideroso di assicurare una brillante carriera ai suoi figli, ma soprattutto di assicurare la propria, Louis Rinteau pensò a Maurizio di Sassonia, maresciallo di Francia, noto per le sue vittorie militari, ma anche per la sua travagliata vita sentimentale. Grande amante dell'arte drammatica, quest'ultimo è seguito da una troupe itinerante di attori, al fine di sostenere il morale delle sue truppe. Rinteau sapeva che le attrici più belle servivano al piacere del maresciallo cinquantenne e senza il minimo scrupolo gli presentò le sue due figlie. Rinteau ottiene in cambio la nomina a magazziniere militare, fonte di provati profitti. Ma la sua avidità conoscerà l'altra faccia della medaglia. Maurizio di Sassonia è accusato di appropriazione indebita e la sua posizione gli consente di sfuggire alla giustizia. La giustizia cercherà quindi in direzione dei subordinati e Louis Rinteau venne mandato in prigione. Mentre il "buon padre" medita sulla sua sorte in una prigione a Bruxelles, Marie, diciassette anni, e Geneviève, tredici, fanno così il loro ingresso nel mondo dello spettacolo e si esibiscono al Théâtre des Armées. Per l'occasione adottarono un nome d'arte che passerà ai posteri: Mesdemoiselles de Verrières. Maurizio di Sassonia punta per primo gli occhi sulla giovanissima Geneviève, ma sarà diverso per la maggiore, Marie, di straordinaria bellezza e di uno spirito che seduce il vecchio soldato. Diventa la sua amante e lui si affretta a installarla nel quartiere del Marais, in rue du Parc-Royal a Parigi, una volta terminate le campagne militari. Da questo legame nasce una bambina il 20 settembre 1748, Maria Aurora. Fu battezzata un mese dopo la sua nascita, presso la chiesa di Saint-Gervais-Saint-Protais. La bambina riceve il cognome di un borghese di Parigi, Jean-Baptiste La Rivière, un nome fittizio in realtà, e i primi nomi di sua nonna, Marie-Aurore de Kœnigsmark. Il suo padrino è l'aiutante di campo del maresciallo di Francia e degli eserciti, Antoine-Alexandre Colbert, marchese de Sourdis e la madrina, sua zia Geneviève. Il maresciallo di Sassonia era completamente disinteressato al destino della figlia naturale e non le lasciò nulla in eredità, così come poco si curava dei bambini che aveva avuto da altre amanti. Il conte stesso era figlio illegittimo di Augusto II, re di Polonia, e della contessa di Königsmarck.
Marie, sicura della propria bellezza e notorietà, conquista importanti personaggi dell'epoca come Jean-François Marmontel e poi il generale Denis Joseph Lalive d'Épinay. Quest'ultimo installerò Marie e sua figlia ad Auteuil, dopo la morte del vincitore di Fontenoy, avvenuta il 30 novembre 1750 al castello di Chambord. Dalla sua relazione con Charles Godefroy de La Tour d'Auvergne, Marie Rinteau diede alla luce un figlio a Parigi il 31 ottobre 1750, Charles-Godefroy-Marie de Beaumont.
Uno dei nipoti del maresciallo di Sassonia, il conte di Friesen, fu incaricato di soddisfare le esigenze finanziarie di Maria Aurora. Ma la sua morte nel 1755 privò delle risorse alla figlia naturale del maresciallo. Una petizione di Marie Rinteau-de Verrières fu indirizzata alla delfina Maria Giuseppina nello stesso anno, a favore di Maria Aurora per provvedere alla sua educazione. Il re Luigi XV concesse una pensione di 800 sterline alla "giovane signora Aurora".
In seguito alla morte del conte di Friesen, Maria Aurora, fu posta sotto la tutela della delfina nonché nipote del maresciallo. Maria Giuseppina si occupò della sua protezione della sua istruzione. Mette Maria Aurora in un istituto per ragazze, prima al convento delle Orsoline a Saint-Cloud, poi alla casa reale di Saint-Louis a Saint-Cyr, fondata da Madame de Maintenon.

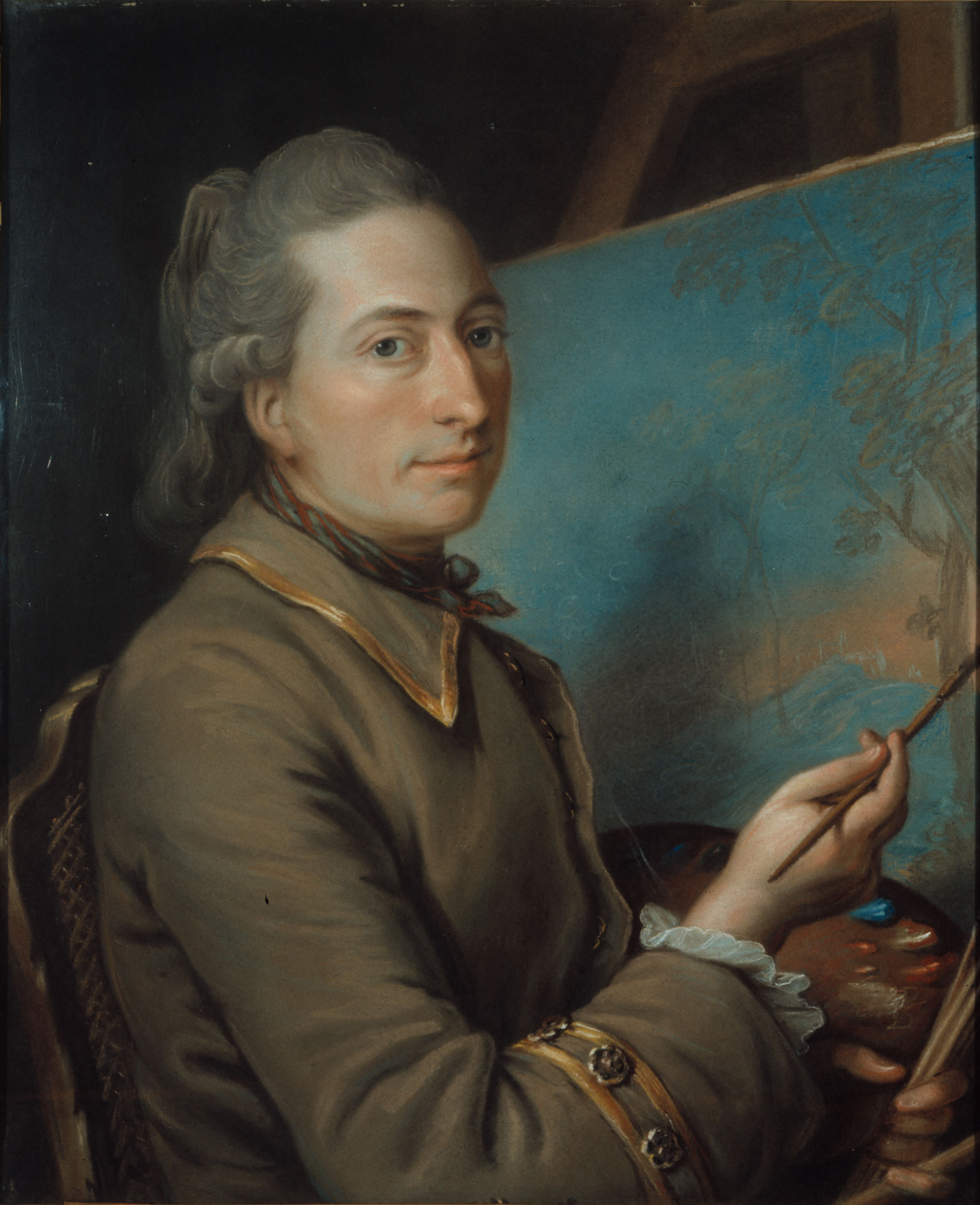
Louis Dupin de Francueil, secondo marito di Maria Aurora

## Matrimoni

### Primo Matrimonio
La delfina si occupò di organizzare  il suo matrimonio con il conte Antoine de Horn. Affinché questo matrimonio sia convalidato, il suo certificato di battesimo doveva essere modificato in modo che apparisse il nome del suo vero padre. Maria Aurora fa appello al Parlamento di Parigi e al 15 maggio 1766, dopo una seria indagini, il Parlamento dichiarò che "Maria Aurora era la figlia naturale di Maurizio, conte di Sassonia, maresciallo di Francia, e di Marie Raintau". Maria Aurora  finalmente riconosciuta, è autorizzata a portare il nome di Sassonia. Sposò, il 9 giugno 1766 a Parigi il conte Antoine de Horn. Ma quest'ultimo fu ucciso in un duello l'anno successivo con un colpo di spada a Sélestat, il 20 febbraio 1767, all'età di quarantaquattro anni.

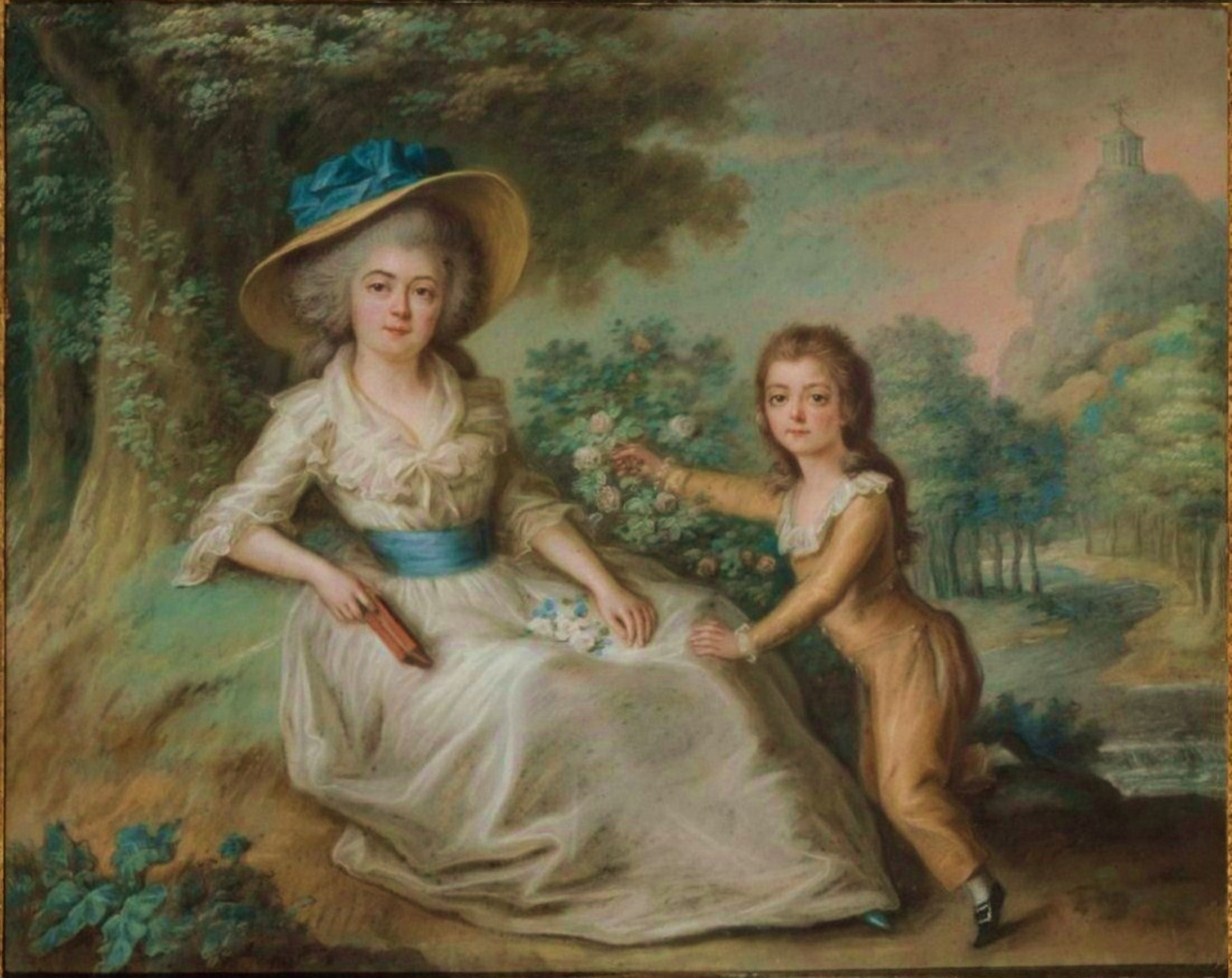
Maria Aurora e suo figlio Maurice, 1785. Musée de la vie romantique, Parigi.

### Secondo Matrimonio
Maria Giuseppina morì nel 1767 e suo marito, il Delfino Luigi di Francia, l'aveva preceduta di quindici mesi. Privata dei suoi protettori, la pensione cheMaria Aurora  riceve da vedova, non le permetteva di coprire le sue spese. Si rivolse prima a Voltaire, ammiratore di suo padre, che la raccomandò alla contessa de Choiseul, ma fu tutto invano. Maria Aurora tornò quindi a vivere con sua madre. Durante questo periodo insegnò canto, teatro, scopre la vita mondana e stringe diversi rapporti. Tuttavia, non segue l'esempio di sua madre o di sua zia, che insieme alla loro carriera di attrici conducevano una vita di cortigiane. Maria Aurora mantenne una condotta impeccabile. Ma il 22 ottobre 1775 a Parigi, Marie Rinteau morì all'età di 45 anni.
Maria Aurora si ritirò quindi nel conveento inglese, a rue des Fossés Saint-Victor a Parigi. Durante quel periodo ricevette spesso la visita di Louis Dupin de Francueil, un ricco finanziere e amico di Jean-Jacques Rousseau. Louis non era un estraneo per Maria Aurora, dal momento che lo aveva già incontrato a casa di sua madre. Francueil era stato l'amante di sua zia. Louis chiese la mano di Maria Aurora, che venne sedotta dalla sua grazia, dal suo ingegno e dal suo carattere gentile. Il matrimonio viene celebrato a Londra, il 14 gennaio 1777, per evitare l'inconveniente di una probabile opposizione. Gli sposi temevano giustamente un'opposizione da parte delle rispettive famiglie, ma più probabilmente quella della Corte di Francia, protettrice della figlia del maresciallo di Sassonia. Tre mesi dopo, gli sposi tornarono in Francia per convalidare la loro unione a Parigi, il 15 aprile 1777 nella chiesa di Saint-Gervais. La coppia ebbe un figlio:
- Maurice-François-Élisabeth Dupin de Francueil (9 gennaio 1778-16 settembre 1808)[8]

La coppia trascorse parte dell'anno a Châteauroux, dove Louis gestì la proprietà derivante dall'eredità di suo padre, Claude Dupin. Si stabiliscono a Château Raoul, l'antica dimora dei Chauvigny, principi di Déols e visconti di Châteauroux, e conducevano una vita sontuosa ben al di là delle loro possibilità. Louis investiva in fabbriche tessili che arricchiscono la città di Berry senza essere redditizie per il loro proprietario. La coppia possedeva anche un palazzo a Parigi. Louis Dupin morì nella sua casa parigina, il 6 giugno 1786. Maria Aurora è per la seconda volta vedova e responsabile di un figlio di otto anni. Estingue i debiti lasciati dal marito i cui affari sono nel più grande disordine. Maria Aurora si trova in una situazione modesta ma beneficia di una pensione di 75.000 sterline per vivere. Dopo la scomparsa del marito, lei e il figlio lasciarono Châteauroux e si trasferirono nella capitale,dove assunse un tutor per perfezionare l'educazione di suo figlio, Jean-Louis Francois Deschartres.
Durante il periodo rivoluzionario, Maria Aurora decide di acquisire una proprietà e il più lontano possibile dagli eventi parigini. La proprietà non si limitava al solo castello di Nohant, ma l'acquisto comprendeva anche residenze tra cui quelle di Chicoterie, diversi fabbricati rurali e tutto il terreno si estendeva per oltre 240 ettari.

## La rivoluzione e l'Impero
Maria Aurora, una libera pensatrice, è stata all'altezza delle idee del suo tempo. Ha visto l'arrivo della Rivoluzione senza paura, lei che era pervasa dalle idee dell'Età dei lumi, seguace di filosofi come Voltaire, Jean-Jacques Rousseau o Buffon. Maria Aurora è ancora a Parigi e occupa con suo figlio un nuovo alloggio, di proprietà di Sieur Amonin. In questo periodo travagliato, offre al suo inquilino di nascondere i suoi valori e le sue carte. Per decreto era vietato nascondere ricchezze, in particolare oro, argento e gioielli. A seguito di una denuncia, i beni nascosti vengono ritrovati e Maria Aurora viene arrestata lo stesso giorno e poi imprigionata presso il Convento delle Donne Inglesi. Questo ex istituto religioso che l'accolse dopo la morte del primo marito divenne una prigione durante la Rivoluzione. I documenti non furono trovati ma il rischio di una seconda ricerca era grande. Suo figlio e Deschartres riuscirono ad entrare nell'appartamento sotto sigillo, per distruggere i documenti in questione. Il governo rivoluzionario non sopravvive alla caduta di Robespierre e Maria Aurora come tanti altri prigionieri, venne rilasciata il 4 Fructidor Anno II (21 agosto 1794). Dall'inizio dell'anno III (settembre 1794), Maria Aurora ritorna nel dipartimento dell'Indre nella terra di Nohant e prosegue con François Deschartres, l'educazione di Maurice.
Deciso di seguire l'esempio del nonno, Maurice iniziò la sua carriera militare con l'arrivo al potere del generale Bonaparte con grande disperazione di sua madre. Partecipò alle guerre napoleoniche e divenne tenente del I° squadrone degli Ussari. All'insaputa di sua madre, sposò segretamente una popolana, Sophie-Victoire-Antoinette Delaborde, a Parigi il 5 giugno 1804. Questo matrimonio era dovuto all'avanzato stato di gravidanza di Sophie e che diede alla luce una bambina a Parigi il 1 luglio 1805 e chiamata Amantine-Aurore Lucile Dupin, futuro George Sand.

## Morte
Nel marzo 1808, Maurice Dupin, aiutante di campo di Gioacchino Murat, è in Spagna. Sophie, incinta di sette mesi, decide di raggiungere il marito a Madrid con Maria Aurora, nonostante l'opposizione formale di Maurice. Nonostante tutto, la madre e la moglie arrivano a maggio, dopo un viaggio difficile. Il 2 maggio, il popolo di Madrid si ribellò e le truppe francesi repressero nel sangue la rivolta. Le paure di Maurice Dupin erano giustificate. Il suo secondo figlio, un figlio di nome Augustus, nacque a Madrid il 12 giugno 1808, ma era cieco. Dopo la partenza di Murat per il trono di Napoli, Maurice e la sua famiglia riprendono la via del ritorno e devono fermarsi a Nohant, dove arrivano alla fine di luglio. L'8 settembre 1808, Augustus muore di stanchezza e malattia, in seguito al faticoso viaggio dalla Spagna. Un'altra tragedia colpì la famiglia. Otto giorni dopo la morte di suo figlio, Maurice morì accidentalmente, il 16 settembre 1808, a causa di una caduta da cavallo sulla strada da Châteauroux a Nohant. Maria Aurora non si riprenderà mai dalla brutale morte di suo figlio.
D'ora in poi, l'unico collegamento che la collega al figlio scomparso sarà sua nipote, Aurore. Questa diventa l'oggetto della rivalità tra madre e nonna. Infine, Sophie-Victoire Delaborde, abbandona la tutela della figlia, il 28 gennaio 1809, a beneficio di sua suocera, attraverso una trattativa finanziaria e ricevendo una pensione annuale. Aurore Dupin viene così cresciuta dalla nonna e da François Deschartres che, dopo essere stato tutore di Maurice, diventa quello di sua figlia. Nonostante un diritto di visita, Sophie Delaborde non era autorizzata a portare sua figlia Aurore a casa sua. Tuttavia, questo accordo verrà modificato successivamente. Maria Aurora prestò la massima attenzione a sua nipote e la presentò a Jean-Jacques Rousseau. Questo affetto era reciproco, Aurore apprezzava la nonna che aveva uno spirito delicato e colto.
Ben presto la sua salute peggiorò. Decise di organizzare il matrimonio della nipote e nominarla sua unica erede. Nel mese di gennaio 1821, progettò il matrimonio con uno dei cugini di Aurore, Auguste Vallet de Villeneuve, vedovo dal 1812 e titolare del Marchesato di White. Ma lui ha 42 anni, mentre la sua nipote ne ha solo 16.
Maria Aurora venne colpita da un ictus alla fine di febbraio 1821. Durante questo ultimo anno, Aurore veglia su sua nonna. Morì a Nohant, il 26 dicembre 1821 e fu sepolta accanto a suo figlio Maurice, nella tenuta a Nohant.

## Ascendenza
|                                                                                |                 |                                                                | Genitori                                                       |  |  | Nonni |  |  | Bisnonni                                        |  |  | Trisnonni                                      |  |
|                                                                                |                 |                                                                |                                                                |  |  |       |  |  | Johann Georg III, principe elettore di Sassonia |  |  | Johann Georg II, principe elettore di Sassonia |  |
|                                                                                |                 |                                                                |                                                                |  |  |       |  |  | Johann Georg III, principe elettore di Sassonia |  |  | Johann Georg II, principe elettore di Sassonia |  |
|                                                                                |                 | Magdalena Sibylle von Brandenburg-Bayreuth                     |                                                                |  |  |       |  |  | Johann Georg III, principe elettore di Sassonia |  |  |                                                |  |
| August II, re di Polonia, granduca di Lituania e principe elettore di Sassonia |                 |                                                                |                                                                |  |  |       |  |  | Johann Georg III, principe elettore di Sassonia |  |  |                                                |  |
|                                                                                |                 | Anna Sophie af Danmark                                         | Frederik III, re di Danimarca                                  |  |  |       |  |  |                                                 |  |  |                                                |  |
|                                                                                |                 | Anna Sophie af Danmark                                         | Frederik III, re di Danimarca                                  |  |  |       |  |  |                                                 |  |  |                                                |  |
|                                                                                |                 | Anna Sophie af Danmark                                         | Sophie Amalie von Braunschweig-Lüneburg                        |  |  |       |  |  |                                                 |  |  |                                                |  |
| Moritz von Sachsen                                                             |                 | Anna Sophie af Danmark                                         |                                                                |  |  |       |  |  |                                                 |  |  |                                                |  |
|                                                                                |                 | Kurt Christoph von Königsmarck, conte di Vestervik e Stegeholm | Hans Christoph von Königsmarck, conte di Vestervik e Stegeholm |  |  |       |  |  |                                                 |  |  |                                                |  |
|                                                                                |                 | Kurt Christoph von Königsmarck, conte di Vestervik e Stegeholm | Hans Christoph von Königsmarck, conte di Vestervik e Stegeholm |  |  |       |  |  |                                                 |  |  |                                                |  |
|                                                                                |                 | Kurt Christoph von Königsmarck, conte di Vestervik e Stegeholm | Agathe von Leesten                                             |  |  |       |  |  |                                                 |  |  |                                                |  |
| Aurora von Königsmarck                                                         |                 | Kurt Christoph von Königsmarck, conte di Vestervik e Stegeholm |                                                                |  |  |       |  |  |                                                 |  |  |                                                |  |
|                                                                                |                 | Maria Christina von Wrangel                                    | Hermann von Wrangel, signore di Sko, Patsu, Valkla e Pöltsamaa |  |  |       |  |  |                                                 |  |  |                                                |  |
|                                                                                |                 | Maria Christina von Wrangel                                    | Hermann von Wrangel, signore di Sko, Patsu, Valkla e Pöltsamaa |  |  |       |  |  |                                                 |  |  |                                                |  |
|                                                                                |                 | Maria Christina von Wrangel                                    | Amalia Magdalena von Nassau-Siegen                             |  |  |       |  |  |                                                 |  |  |                                                |  |
| Marie-Aurore de Saxe, signora di Venières                                      |                 | Maria Christina von Wrangel                                    |                                                                |  |  |       |  |  |                                                 |  |  |                                                |  |
|                                                                                | Nicolas Rinteau | François Rinteau                                               |                                                                |  |  |       |  |  |                                                 |  |  |                                                |  |
|                                                                                | Nicolas Rinteau | François Rinteau                                               |                                                                |  |  |       |  |  |                                                 |  |  |                                                |  |
|                                                                                | Nicolas Rinteau | Marie Guy                                                      |                                                                |  |  |       |  |  |                                                 |  |  |                                                |  |
| Claude Louis Rinteau                                                           | Nicolas Rinteau |                                                                |                                                                |  |  |       |  |  |                                                 |  |  |                                                |  |
|                                                                                |                 | Marie Anne Chaucüer                                            | Jean Chaucüer                                                  |  |  |       |  |  |                                                 |  |  |                                                |  |
|                                                                                |                 | Marie Anne Chaucüer                                            | Jean Chaucüer                                                  |  |  |       |  |  |                                                 |  |  |                                                |  |
|                                                                                |                 | Marie Anne Chaucüer                                            | Barbe Guichard                                                 |  |  |       |  |  |                                                 |  |  |                                                |  |
| Marie Geneviève Rinteau                                                        |                 | Marie Anne Chaucüer                                            |                                                                |  |  |       |  |  |                                                 |  |  |                                                |  |
|                                                                                |                 | …                                                              | …                                                              |  |  |       |  |  |                                                 |  |  |                                                |  |
|                                                                                |                 | …                                                              | …                                                              |  |  |       |  |  |                                                 |  |  |                                                |  |
|                                                                                |                 | …                                                              | …                                                              |  |  |       |  |  |                                                 |  |  |                                                |  |
| Marie Anne Dupuy                                                               |                 | …                                                              |                                                                |  |  |       |  |  |                                                 |  |  |                                                |  |
|                                                                                |                 | …                                                              | …                                                              |  |  |       |  |  |                                                 |  |  |                                                |  |
|                                                                                |                 | …                                                              | …                                                              |  |  |       |  |  |                                                 |  |  |                                                |  |
|                                                                                |                 | …                                                              | …                                                              |  |  |       |  |  |                                                 |  |  |                                                |  |
|                                                                                |                 | …                                                              |                                                                |  |  |       |  |  |                                                 |  |  |                                                |  |